# Helmut-Schmidt-Preis für Deutsch-Amerikanische Wirtschaftsgeschichte
Der von der Zeit-Stiftung Ebelin und Gerd Bucerius zu Ehren von Helmut Schmidt im Jahr 2007 gestiftete Helmut-Schmidt-Preis für Deutsch-Amerikanische Wirtschaftsgeschichte (Helmut Schmidt Prize in German-American Economic History) wurde bis 2015 vom Deutschen Historischen Institut Washington verliehen. 
Die Preisreden wurden im Bulletin des Deutschen Historischen Instituts veröffentlicht.

## Preisträger
- 2004 Harold James (Princeton University)
- 2007 Volker Berghahn (Columbia University)
- 2009 Richard H. Tilly (Westfälische Wilhelms-Universität Münster)
- 2011 Charles S. Maier (Harvard University)
- 2013 Mary Nolan (New York University)
- 2015 Carl-Ludwig Holtfrerich (Freie Universität Berlin)